# 皮爷咖啡
皮爷咖啡（英语：Peet's Coffee），又译“皮式咖啡”，是一家美国咖啡烘焙、零售连锁店，总部位于美国加利福尼亚州旧金山湾区埃默里維爾。

## 历史

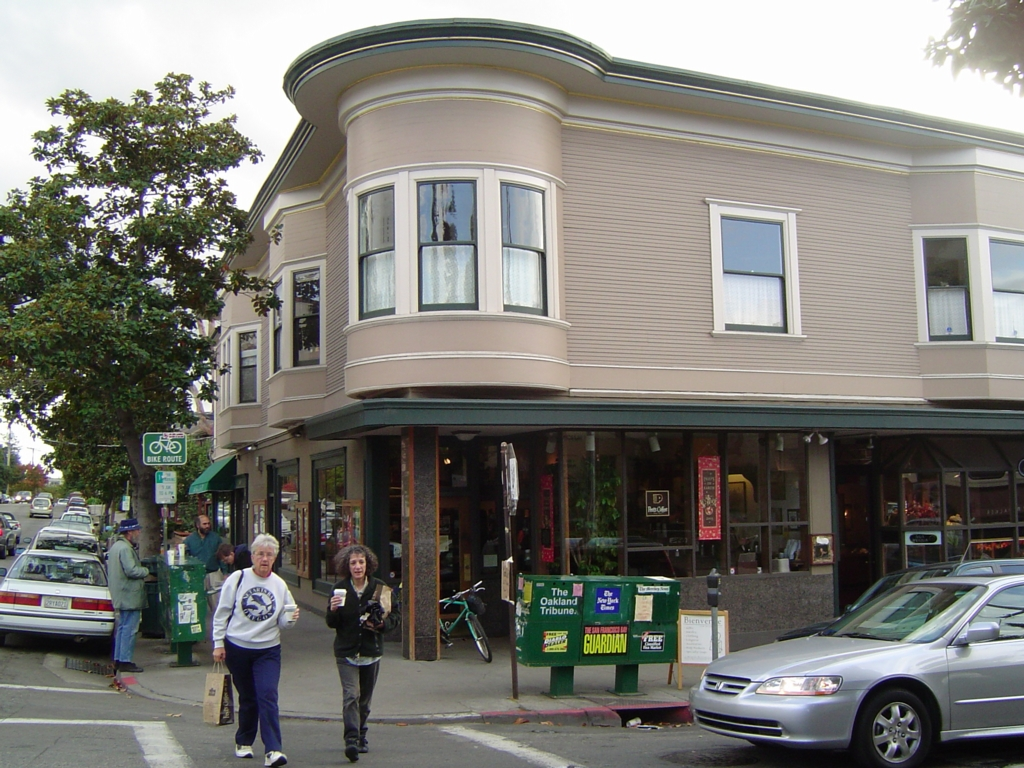
第一家皮爷咖啡（加州伯克利）

1966年，荷兰裔美国人阿尔弗雷德·皮特（Alfred Peet）在美国加州旧金山湾区伯克利市创立了第一家皮爷咖啡（位于2124 Vine Street，Berkeley, CA），原名“皮爷咖啡·茶·配料（Peet's Coffee, Tea & Spices）”，临近加州大学伯克利分校。
皮爷咖啡最早只销售咖啡豆，并不销售烘焙好的咖啡。而后公司不断壮大，并更名为“皮爷咖啡·茶（Peet's Coffee and Tea）”。 阿尔弗雷德·皮特将欧洲的咖啡烘焙技术引入美国，被誉为美国精品咖啡（Specialty Coffee）的鼻祖。
1984年，星巴克在其创始人杰里·鲍德温（Jerry Baldwin）、高登·鲍克（Gordon Bowker）带领下收购皮爷咖啡。1987年，杰里·鲍德温离开星巴克、专注于皮爷咖啡的发展，皮爷咖啡也从星巴克独立；而高登·鲍克则退出咖啡事业，但他于1994年重新加入皮爷咖啡董事会。
2001年，皮爷咖啡在美国纳斯达克上市，股票交易代号“PEET”，初始发行价为8美金一股，共三百三十万股。
2012年，皮爷咖啡被德国投资公司 Joh. A Benckiser （JBA Holding Company）以9.776亿美金收购（约合一股73.5美金）。

## 分布

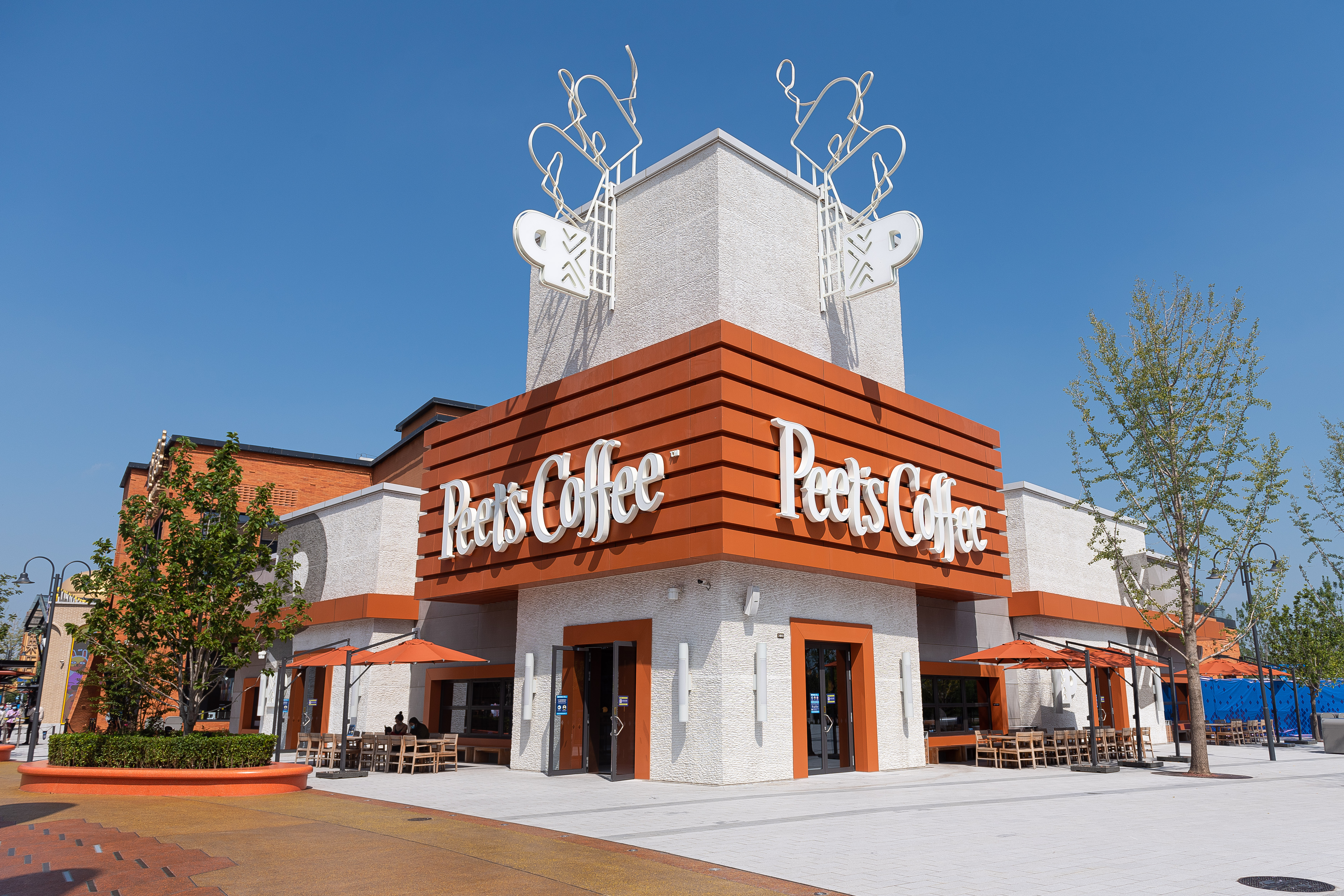
皮爷咖啡北京环球城市大道店

截止2010年，皮爷咖啡拥有193家零售店，主要分布于美国加州、伊利诺伊州、弗吉尼亚州、麻萨诸塞州、俄勒冈州等地。
截止2016年，皮爷咖啡在全美1万4千多家超市、大学、杂货店等均有销售。

### 中国大陆
2017年10月，皮爷咖啡首次进入中国大陆，在上海开设了第一家分店（东湖路9号）。2021年，皮爷咖啡在北京环球度假区开设分店。2021年，皮爷咖啡也进驻苏州，目前在苏州市圆融时代广场及苏州中心开设两家分店。2021年9月15日，华南首店位于深圳万象天地LG层开业。截止2024年7月，皮爷咖啡在中国共有156家门店，其中上海开设了31家分店，北京40家，天津7家，广州5家，深圳9家，南京13家，武汉6家，无锡5家，苏州6家，杭州13家，宁波3家，合肥4家，重庆1家，温州2家，绍兴2家，海口2家，东莞1家，沈阳2家，常州3家。

### 日本
2002年，皮耶咖啡首次进入日本，当时在日本国内还有 64 家分店，并在东京港区南青山3丁目开设了第一家日本分店。同期皮爷还将门店扩展到六本木和神田小川町，但不久后就撤出了日本市场。

## 产品
皮爷咖啡提供咖啡豆、现磨咖啡、浓缩咖啡（espresso）以及瓶装冻咖啡等。
2014年，皮爷咖啡开始调制“混合咖啡（the blend）”，并于2015年秋季正式推出，同时推出全天早餐（all-day breakfasts）项目。
2016年7月，皮爷咖啡推出瓶装冻咖啡（cold brew），包含“Baridi Black”、“ Coffee au Lait”以及 “黑巧克力（Dark Chocolate）”三种口味。

## 影响
阿尔弗雷德·皮特将欧洲的咖啡烘焙技术引入美国，被誉为美国精品咖啡（Specialty Coffee）的鼻祖 。
星巴克的三位创始人均师从阿尔弗雷德·皮特，并于1971年于美国西雅图开设了第一家星巴克咖啡店。开设的第一年间，星巴克的咖啡豆依然是由皮爷咖啡提供。
20世纪90年代，两位曾经在皮爷咖啡工作的英国人回到英国，建立了“联合咖啡烘培店（Union Coffee Roasters）”。